# Jak ukraść księżyc
Jak ukraść księżyc (ang. Despicable Me) – amerykańsko-francuski film animowany z 2010 roku. Pierwszy film wytwórni Illumination Entertainment i pierwszy z serii o tym samym tytule.
Powstały trzy sequele filmu – Minionki rozrabiają (2013),  Gru, Dru i Minionki (2017) oraz Gru i Minionki: Pod przykrywką (2024), a także dwa spin-offy serii – Minionki (2015) oraz Minionki: Wejście Gru (2022).

## Fabuła
W spokojnej podmiejskiej okolicy, otoczonej białymi płotkami i pięknymi krzewami róż, stoi czarny dom z trawnikiem, którego praktycznie nie ma. Poza zasięgiem wzroku sąsiadów, głęboko pod domem znajduje się kryjówka Gru, który czerpie przyjemność z robienia innym paskudnych rzeczy. Czy będzie to zamrożenie długiej kolejki w kawiarni, czy przekłucie małemu chłopcu balonika, Gru robi wszystko, o czym reszta z nas tylko skrycie marzy.
Gru uwielbia wszystko, co paskudne i złe. Uzbrojony w arsenał laserów i gotowych do szybkich akcji pojazdów lądowo-powietrznych rozgramia wszystkich, którzy staną na jego drodze. Otoczony armią psotnych sługusów snuje plany największego skoku wszech czasów – zamierza ukraść księżyc. Jego zamiary nieoczekiwanie komplikuje pojawienie się trzech dziewczynek, które widzą w nim to, czego nikt inny do tej pory nie dostrzegł: potencjalnego  tatę.

## Obsada
- Steve Carell – Gru
- Jason Segel – Vector
- Kristen Wiig – Panna Hattie
- Miranda Cosgrove – Margo
- Will Arnett – Pan Perkins
- Danny McBride – Fred McDade
- Russell Brand – Dr Nefario
- Julie Andrews – Matka Gru
- Jemaine Clement – Tim
- Jack McBrayer – Ojciec turysta
- Dana Gaier – Edith
- Elsie Fisher – Agnes

### Wersja polska
- Marek Robaczewski – Gru
- Jarosław Boberek – Vector
- Lena Ignatiew – Agnes
- Miłogost Reczek – Pan Perkins
- Agnieszka Kunikowska – Panna Hattie
- Artur Kaczmarski – Fred McDade
- Zbigniew Konopka – Dr Nikczemniuk
- Antonina Girycz – Matka Gru
- Helena Englert – Edith
- Olga Zaręba – Margo
- Justyna Bojczuk – Penny